# Route nationale 306
Pour les articles homonymes, voir Route 306.
La route nationale 306, ou RN 306, est une ancienne route nationale française qui reliait Paris à  Lèves, près de Chartres. Elle se terminait auparavant à Rambouillet, mais, à la suite de la modification du tracé de la RN 10, la RN 306 remplaça la RN 10 entre Rambouillet et Lèves. Elle a été déclassée en RD 906 sauf pour la section entre le Petit-Clamart et Le Christ-de-Saclay où elle fut transformée en voie rapide F 18 devenue depuis la RN 118 et sauf une très courte section entre la RN 118 et l'autoroute A86 qui s'appelle toujours RN 306.

## De Paris au Petit-Clamart (D 906)
Les communes traversées sont :
- Paris - Porte de Châtillon (km 0)
- Montrouge et Malakoff par l'avenue Pierre-Brossolette (km 1)
- Châtillon (km 3)
- Fontenay-aux-Roses (km 5)
- Le Petit Clamart (commune de Clamart) (km 5) par l'avenue du Général-de-Gaulle où eut lieu l'attentat du Petit-Clamart.
- Hôpital Antoine-Béclère (carrefour de la Porte-de-Trivaux)

La RN 306 longe également le bois de Verrières, dans sa partie située à Châtenay-Malabry.

## Du Petit-Clamart à Rambouillet (N 306, N 118, D 306 (Essonne), D 906 (Yvelines))
Les communes traversées sont :
- Bièvres N 118 (km 12)
- Le Christ-de-Saclay (commune de Saclay) N 118 (km 16)
- Saint-Aubin (km 19)
- Gif-sur-Yvette (km 21)
- Saint-Rémy-lès-Chevreuse (km 26)
- Chevreuse (km 28)
- Cernay-la-Ville (km 34)
- Rambouillet (km 47)

## De Rambouillet à Lèves (D 906)
Les communes traversées sont :
- Gazeran (km 52)
- Épernon (km 60) (Eure-et-Loir)
- Hanches (km 63)
- Maintenon (km 69)
- Lèves (km 83)